# Mutilació genital femenina a Catalunya

Tipus de mutilacions genitals femenines

La mutilació genital femenina a Catalunya fa referència a la realitat social de les nenes i dones residents a Catalunya que han patit aquesta pràctica, a les entitats que treballen per prevenir-la i també a la situació legal vigent al territori.
A Catalunya, la mutilació genital femenina (MGF) és delicte i comporta penes de presó. Gràcies a modificacions del Codi Penal i de la Llei Orgànica del Poder Judicial, la MGF es pot perseguir i castigar encara que s'hagi practicat fora de les fronteres. La Llei 5/2008, de 24 d'abril, del dret de les dones a erradicar la violència masclista considera aquesta pràctica un tipus de violència masclista en l'àmbit social o comunitari, «encara que hi hagi consentiment exprés o tàcit de la dona». El procediment, que suposa una violació dels drets humans de les nenes i les dones, s'acostuma a dur a terme entre la infància i els 15 anys d'edat per raons fonamentalment culturals o religioses, i comporta conseqüències que poden arribar a ser greus per a la salut.

## Precursora: la Fundació Wassu UAB
La Fundació Wassu UAB, nascuda a la Universitat Autònoma de Barcelona, treballa en la prevenció de la pràctica tradicional de l'ablació, la cura de les conseqüències que té la mutilació i l'acompanyament de les nenes i dones que la pateixen. L'entitat va ser creada per l'antropòloga Adriana Kaplan Marcusán, que investiga i lluita per erradicar la mutilació genital femenina entre Gàmbia i Catalunya. La proposta de Kaplan es practica des de fa anys en alguns països africans, on la MGF ha anat disminuint.
En la dècada del 1980, Kaplan va començar l'observació de les comunitats d'immigrants africans establertes a Catalunya, i el 1989 l'elaboració d'un treball etnogràfic en poblats de Senegal i Gàmbia que es va allargar durant 16 anys, amb l'objectiu de realitzar per primera vegada una etnografia de les migracions subsaharianes a l'estat espanyol. Aquell any va començar a estudiar les fases i el significat del ritual, relacionat amb la puresa, la maduresa i la identitat com a dones, cosa que li va permetre entendre la pressió social a què se sentien sotmeses i la va dur a elaborar una proposta d'«iniciació sense mutilació» per tal de conservar el simbolisme del ritual.
El 2003, quan el codi penal espanyol ja tipificava com a delicte la mutilació genital, un pediatre en va detectar el primer cas; es tractava de tres nenes que havien estat mutilades durant un viatge a Gàmbia. Davant l'obligatorietat de denunciar-ho, Kaplan va fer-lo reflexionar sobre el fet que els pares anirien a la presó i les nenes a un centre de menors: «D'aquesta manera és revictimitza les nenes. Són doblement víctimes, de la tradició i de la llei. Mutilen la família.» A partir d'aquell moment va iniciar contactes amb les autoritats gambianes per instar-les a prendre partit davant la situació i convèncer-les amb la seva proposta de ritual sense mutilació. Com a resultat, el govern va incorporar, per primera vegada a l'Àfrica, la matèria als estudis universitaris de sanitat pública i el 2015 es va aprovar una llei sancionadora al voltant de les pràctiques tradicionals perjudicials.
Tant el govern com les autoritats pedagògiques i sanitàries de Gàmbia van adoptar oficialment el mètode de treball de la Fundació Wassu UAB, però aleshores Kaplan considerava que a Catalunya la Generalitat actuava molt diferent i que preferia seguir el patró punitiu i menystenir la tasca preventiva en centres d'atenció primària, salut, treball i educació. En una entrevista de 2017 Kaplan va afirmar: «Aquí, sense la pressió social, amb una altra mentalitat familiar i una relació de confiança amb el pediatre o el metge de família o el treballador social, la prevenció seria perfecta, però no inverteixen a formar aquests professionals d’atenció primària. Ho deixen gairebé tot en mans de la policia.» El mètode de treball desenvolupat per la Fundació implicava la formació de professionals, l'actuació des que la mare està embarassada, la prevenció de les nenes en risc i eines com una carta de compromís preventiu que signen els pares i que va ser adoptada per l'Institut Català de la Salut i ajuntaments.

## Grup de treball per a l'abordatge de la MGF
En l'actualitat, Catalunya compta amb un sistema pioner, exemple de bona pràctica a nivell internacional, que es vehicula a través del Protocol d'actuacions per prevenir la mutilació genital femenina i que implica diversos departaments de la Generalitat de Catalunya. De fet, la tasca de coordinació s'amplia als ens locals gràcies a la progressiva proliferació de taules municipals i comarcals que permeten posar en comú els casos i actuar davant possibles sospites. El 2013 n'hi havia una setantena d'actives al territori.
Des del 2002, la feina de prevenció s'articula per mitjà del Grup de treball per a l'abordatge de la MGF que s'inscriu dins de la Comissió nacional per a una intervenció coordinada contra la violència masclista, dues iniciatives promogudes pel Departament de Benestar Social i Família. Dins del Grup de treball hi participen:
- Departament de la Presidència (Agència Catalana de Cooperació al Desenvolupament)
- Departament de Governació i Relacions Institucionals (Direcció General d'Afers Religiosos)
- Departament d'Ensenyament
- Departament de Salut (Agència de Salut Pública de Catalunya)
- Departament d'Interior
- Departament de Benestar Social i Família (Direcció General per a la Immigració, Institut Català de les Dones, Direcció General d'Atenció a la Infància i l'Adolescència, i Secretaria de Família)
- Associació Catalana de Llevadores
- Consell Nacional de Dones de Catalunya
- Consell de Col·legis de Metges de Catalunya
- Circuit Barcelona contra la violència vers les dones

El Grup de treball per a l'abordatge de la MGF està format, entre d'altres, per metges, treballadors socials, professors i policies, que interactuen amb les comunitats i treballen per conscienciar sobre la necessitat d'erradicar i prevenir la pràctica de la mutilació genital i fer un seguiment especial en situacions de risc. Una de les tasques dutes a terme és intentar convèncer les famílies d'origen immigrant durant les consultes pediàtriques per tal que es comprometin a no mutilar, garantint la integritat física i psicològica de les nenes. Les dades del Departament de Treball, Afers Socials i Famílies de la Generalitat indiquen que entre els anys 2012 i 2015 es van firmar 515 compromisos, i durant el 2016 més de 150 famílies van efectuar el seu compromís contra la MGF, segons fonts de la Secretaria d'Igualtat, Migracions i Ciutadania.
L'any 2021, el Departament de Salut va formar un total de 1.138 professionals d'àrees com medicina familiar i comunitària, infermeria, ginecologia i obstetrícia, pediatria, cirurgia pediàtrica, treball social i ocupacional, psicologia i fisioteràpia. També es va formar una setantena de persones d'origen migrat, compromeses fermament amb l'erradicació de les violències masclistes i implicades com «agents de canvi» dins les seves comunitats.

## Casos

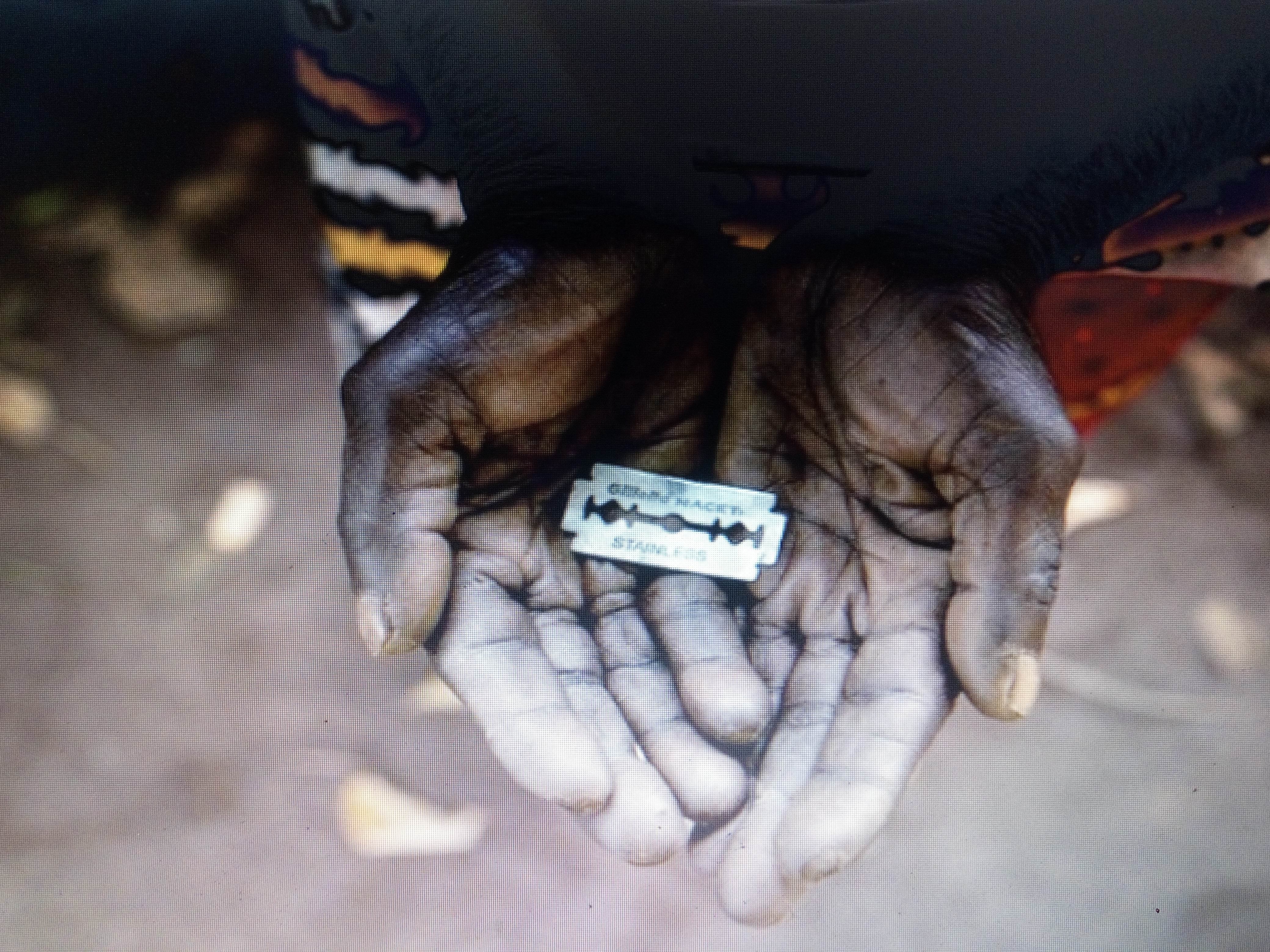
Sota la pràctica de la mutilació genital femenina, s'empren ganivets i fulles d'afaitar per tallar els genitals d'aquestes nenes i noies joves com a senyal d'un ritu de pas a l'edat adulta.

Segons fonts de la Generalitat, el febrer de 2013 no hi havia constància de l'exercici d'aquest tipus d'agressió contra les dones en territori català; de fet, es concentra als països d'origen aprofitant viatges curts o estades per vacances. D'aquí la importància d'una actuació preventiva ferma que inclogui el coneixement del viatge amb antelació, el compromís per escrit del pare i de la mare que no es practicarà cap mena de mutilació a la menor i les revisions ginecològiques a pediatria. Dels 76.095 habitants que vivien a Catalunya el 2016 provinents de països africans on es practicava la mutilació, 21.298 eren dones i 6.295 nenes entre zero i 14 anys en risc de ser sotmeses a l'ablació. Arran de les dades reflectides per un estudi del Ministeri d'Igualtat de 2020, Save the Children va alertar que 1.575 nenes a Catalunya estaven en risc de patir una ablació: 746 a la província de Barcelona, 504 a la de Girona, 249 a la de Lleida i 76 a la de Tarragona.
El 2021, el Govern va detectar cinc famílies implicades en casos de mutilació genital femenina, una de les quals amb dues filles afectades. A dues d'aquestes sis nenes ja se'ls havia practicat; en canvi, amb les altres quatre es van dur a terme actuacions preventives. Aquestes xifres van suposar un descens del 80% dels casos respecte el 2011 i el 2013, en què el nombre de nenes o joves víctimes d'MGF va arribar a 36. Els anys 2019 i 2020 van registrar 11 i 8 casos respectivament, mostrant una tendència a la baixa. La Generalitat va atribuir a la millora en la prevenció aquest descens progressiu, alhora que també va resultar beneficiós el tancament de fronteres a causa de la situació de pandèmia, que va dificultar que moltes d'aquestes famílies viatgéssin als seus països d'origen i practiquéssin la mutilació genital a les seves filles.

## Reconstrucció quirúrgica
A Catalunya es va iniciar un programa de reconstrucció de genitals a la Fundació Dexeus Dona el 2007, impulsat pel ginecòleg Pere Barri Soldevila. Des de 2015, el Servei Català de la Salut ha assumit aquesta intervenció, centralitzant totes les intervencions a la Unitat de Reconstrucció d'MGF del servei de ginecologia i obstetrícia de l'Hospital Clínic de Barcelona, on una unitat mixta de professionals de ginecologia i cirurgia plàstica és l'encarregada de dur-les a terme en les dones residents a Catalunya que han patit la mutilació. Es tracta d'unes intervencions que duren uns tres quarts d'hora per tal de restituir anatòmicament el clítoris i altres òrgans afectats i recuperar-ne tant l'aspecte com la seva sensibilitat, objectiu que s'assoleix en més del 75% dels casos.
A data de febrer de 2017, s'havien rebut 14 consultes, nou de les quals van derivar a la reconstrucció del clítoris. La majoria de les dones que van passar pel quiròfan van ser sotmeses a la mutilació quan tenien entre 2 i 3 anys i en el seu país d'origen aquesta pràctica encara és vigent, tot i que algunes pacients havien nascut a Catalunya però van patir l'ablació quan eren petites durant un viatge als països d'origen dels seus pares.
Des de la seva creació fins a febrer del 2022, la Generalitat havia sufragat 40 cirurgies reconstructives. De les 77 pacients derivades a l'Hospital Clínic, 20 no s'hi van presentar. El doctor Francisco Carmona, cap de Servei de Ginecologia de l'hospital, opina que «hi ha moltes més dones a Catalunya que ho necessiten, però són dones que viuen encara en guetos, potser no saben parlar ni en català ni en castellà. Qui les acompanya i qui fa de tutor és el marit, la família, el pare. És molt important que es faci difusió als mitjans i que es digui que aquest problema existeix.»